# Moncloa-Aravaca
Moncloa-Aravaca és el nom d'un districte de la ciutat de Madrid que administrativament es divideix en els barris de Casa de Campo (91), Argüelles (92), Ciudad Universitaria (93), Valdezarza (94), Valdemarín (95), El Plantío (96) i Aravaca (97). Té una població de 116.531 habitants.

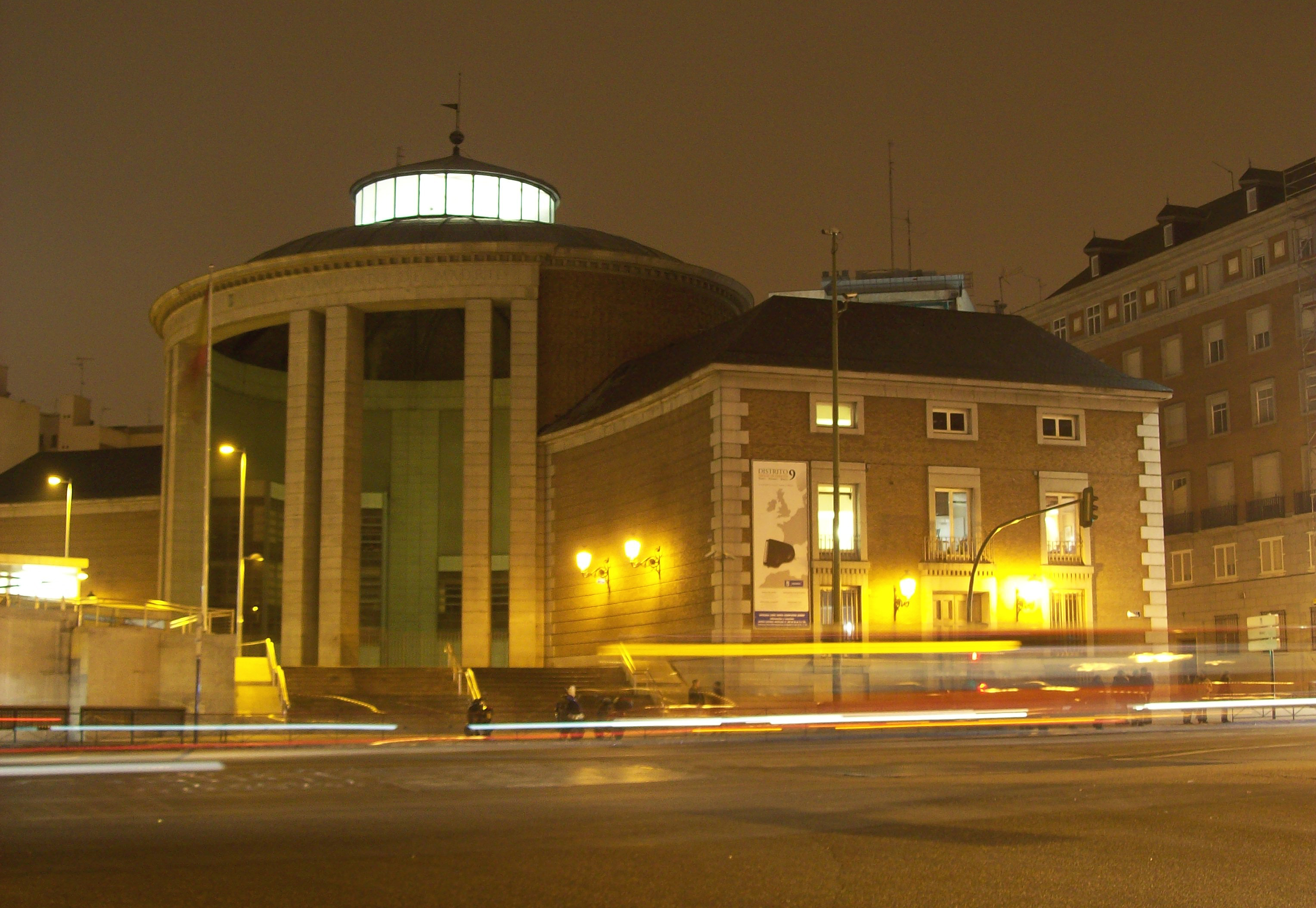
Seu de la Junta Municipal del Districte.

Moncloa-Aravaca apareix per primer cop com a terme, format per les accepcions de Moncloa i d'Aravaca units per un guió per donar nom a un dels territoris en els quals es va dividir el municipi de Madrid en el context de l'anomenat "procés de descentralització" que l'Ajuntament de Madrid va engegar en la dècada dels vuitanta coincidint amb els mandats municipals dels alcaldes Enrique Tierno Galván i Juan Barranco Gallardo.
Des de llavors aquest districte de Madrid ha existit com a tal, encara que per part dels seus veïns el grau de coneixement sigui inferior al que presenten altres districtes madrilenys més homogenis, com a Centre, Salamanca o Chamberí.
El districte queda delimitat per:
- Els límits amb els termes municipals de Pozuelo de Alarcón i Majadahonda a l'oest.
- Les carreteres M-40 i M-605, que el separen del veí districte de Fuencarral-El Pardo.
- Els carrers Guecho, Elgóibar, Deusto, Príncipe de Viana i Camino de Casaquemada de la colònia La Florida, que el separen igualment de Fuencarral-El Pardo.
- L'avinguda de la Ilustración, que el separa de Fuencarral-El Pardo.
- L'avinguda de Fuentelarreina, que el separa del barri homònim de Fuencarral-El Pardo.
- El carrer del Valle de Mena, que el separa de Peñagrande i el barri de El Pilar (Fuencarral-El Pardo).
- El camí del Chorrillo, el carrer Ofelia Nieto i l'avinguda de Pablo Iglesias, que el separen del districte de Tetuán.
- Les Avingudes de Reina Victoria, de la Moncloa i de Juan XXIII, que el separen del districte de Chamberí.
- Els carrers d'Isaac Peral, Arcipreste de Hita i Meléndez Valdés, que el separen del districte de Chamberí.
- El carrer de la Princesa, que el separa dels districtes de Chamberí i Centro.
- La Plaça d'España i la Cuesta de San Vicente, que el separen del districte Centro.
- L'Avinguda de Portugal, Camino Viejo de Campamento, Passeig d'Extremadura i la Tàpia de la Casa de Campo, que el separen del districte de Latina.

## Orígens
Aquest districte municipal, el tercer en superfície de Madrid, sorgeix de la fusió de barris adjacents al centre de Madrid, l'antic municipi d'Aravaca i barris nous com Valdezarza o Valdemarín.

## Geografia urbana
Igual que Fuencarral-El Pardo, és un districte amb una gran superfície de zones verdes, destacant en el mateix la Casa de Campo, parc considerat com el principal pulmó de la ciutat.
D'altra banda, és un districte els barris del qual no estan tan cohesionats entre si com els barris d'altres districtes. És difícil des dels barris de El Plantío, Aravaca o Valdemarín arribar a peu fins a la junta municipal de districte, ja que queden separats dels altres barris per l'autovia de circumval·lació M-30, per aquest motiu el districte estigui format per tres barris de l'ametlla central: Argüelles, Valdezarza i Ciutat Universitària, un a cavall entre l'ametlla central i l'extraradi de la M-30, Casa de Camp, i tres de l'extraradi, Valdemarín, Aravaca i El Plantío (aquest últim per fora de la M-40).

## Transport

### Rodalies Madrid
Es troben dins d'aquest districte les següents estacions, totes pertanyents a les línies C-7 i C-10 de la xarxa:
- Príncipe Pío (Casa de Campo)
- Aravaca (Aravaca)
- El Barrial-Centro Comercial Pozuelo (El Plantío)

### Metro de Madrid / Metro Lleuger
Són diverses les línies que travessen aquest districte:
- : dona servei al barri d'Argüelles amb les estacions de Moncloa, Argüelles, Ventura Rodríguez i Plaça d'Espanya.
- : dona servei al barri d'Argüelles amb l'estació homònima.
- : dona servei a part del barri de Casa de Camp amb l'estació homònima.
- : dona servei als barris de Ciutat Universitària, Argüelles i Casa de Campo amb les estacions de Guzmán el Bueno, Metropolitano, Ciutat Universitària, Moncloa, Argüelles i Príncipe Pío.
- : dona servei als barris de Ciudad Universitaria i Valdezarza amb les estacions de Guzmán el Bueno, Francos Rodríguez, Valdezarza i Antonio Machado.
- : dona servei als barris d'Argüelles i Casa de Campo amb les estacions de Plaça d'Espanya, Príncipe Pío, Lago, Batán i Casa de Campo.
- : dona servei al barri de Casa de Camp amb l'estació de Príncipe Pío.
- : dona servei al barri d'Aravaca amb les estacions de Berna i Estació d'Aravaca.